# إيلا برينان
إيلا برينان (بالإنجليزية: Ella Brennan)‏ هي صاحبة مطعم أمريكية، ولدت في 27 نوفمبر 1925، وتوفيت في 31 مايو 2018.